# Abell 400

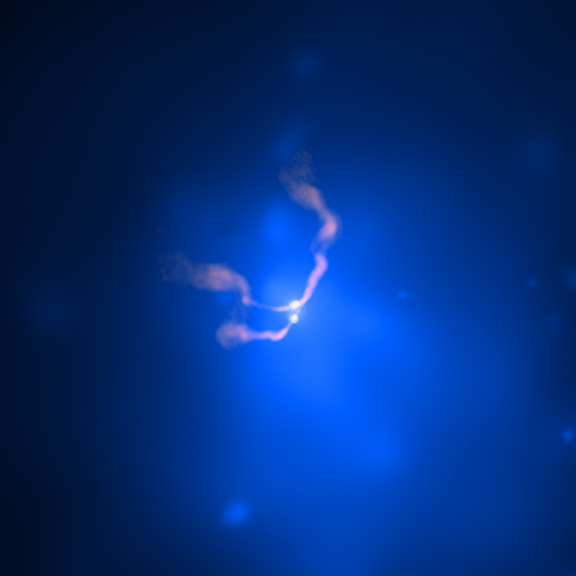
O parte din Abell 400

Abell 400 este un roi de galaxii din constelația Balena, care conține galaxia NGC 1128, și care, la rândul ei, conține două găuri negre supermasive, 3C 75. 
Aceste două găuri negre sunt separate de circa 25.000 de ani-lumină.